# تاردیس
تاردیس (مخفف انگلیسی: TARDIS) یکی از رکن‌های اساسی سریال دکتر هو است.
ظاهر آن شبیه به یک کیوسک تلفن پلیس می‌باشد ولی از داخل، بیشتر شباهت به یک سفینهٔ فضایی دارد. اشخاصی که برای اولین بار قدم به داخل تاردیس می‌گذارند، غالباً یک جملهٔ مشترک را به زبان می‌آورند: «داخل آن بزرگتر از بیرون آن است» که البته جملهٔ بیراهی هم نیست. تاردیس راهروها و اتاقهای زیادی دارد. یک کتابخانه و حتی یک استخر هم درون تاردیس وجود دارد. ماشینهای زمانِ اربابان زمان، دارای روح می‌باشند. در واقع هر ارباب زمان، برای ساختن یک ماشین زمان، باید مقداری از وجود خودش را در هسته مرکزی این ماشین قرار دهد. تاردیس کاملاً هوشمند است و بسیاری از کارها را خودش و بدون دستور دکتر انجام می‌دهد و بعضی مواقع اشتباهاتِ دکتر را هم تصحیح می‌کند. واژهٔ تاردیس در تمامی دیکشنری‌ها وارد شده است و به معنای چیزی است که درونش بزرگتر از بیرونش است.

نمای درونی تاردیس
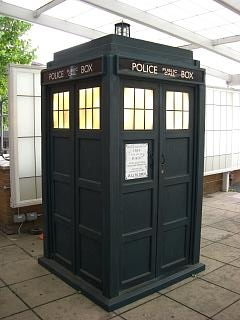
نمای بیرونی تاردیس